# 李中华 (空军)
李中华（1961年9月—）辽宁省新宾县人，中国人民解放军空军大校，空军试飞专家，“英雄试飞员”。

## 生平
1983年7月自南京航空航天大学毕业，获工学学士学位。毕业后招飞入伍，进入中国人民解放军空军第六飞行学院学习，1985年7月毕业获军事学学士学位。1984年5月加入中国共产党。作为中国人民解放军空军首批12位双学士飞行员之一，李中华提前晋升飞行中队长。1989年，李中华决定做仍在设计中的新型飞机的试飞员。此后先后在中国试飞员学校、俄罗斯国家试飞员学校学习。历任副大队长、大队长、团参谋长、副团长。他先后驾驶和试飞歼击机、歼击轰炸机、运输机等3个机种27个机型，安全飞行3000余小时；先后正确处置空中险情15起、空中重大险情5起；参与完成十多项重大科研试飞任务；在新技术验证试飞及新机鉴定试飞中填补两项国内空白；在国家及军队刊物发表20多篇文章；按照中国人民解放军总政治部要求撰写并发表了自传《蓝天亮剑》。他还攻读了西北工业大学航空专业硕士研究生。
截至2007年，李中华是中国仅有的3名国际试飞员之一，先后立一等功1次，二等功5次，三等功6次；国家航空工业部门先后给李中华记一等功4次，二等功5次，三等功6次；李中华获国家科学技术进步特等奖、二等奖各1次。2006年，被评为全军首届“十大青年爱军精武标兵”之一。他是空军功勋飞行员，还曾获“中国航空航天月桂奖·英雄无畏奖”。
2006年3月25日，中共中央总书记、国家主席、中央军委主席胡锦涛视察空军某部时，接见了空军某试飞团副团长李中华。2006年10月22日，李中华作为解放军代表，在人民大会堂举行的全国纪念红军长征胜利70周年大会的主席台上发言。
后来，他历任中国人民解放军空军装备部科研订货部副部长、中国人民解放军成都军区空军装备部副部长，中国人民解放军空军指挥学院训练部副部长。
2017年7月，中央军委主席习近平签署命令，授予李中华等10位同志“八一勋章”。2017年7月28日，中央军委颁授“八一勋章”和授予荣誉称号仪式在北京八一大楼举行，中共中央总书记、国家主席、中央军委主席习近平向李中华等10位“八一勋章”获得者颁授勋章和证书。这是“八一勋章”首次颁授。李中华同时获授“挑战极限、勇争第一的试飞英雄”荣誉称号。